# نجم مفرط العملقة

مقارنة حجم الشمس بحجم النجم المفرط العملقة في واي الكلب الأكبر.

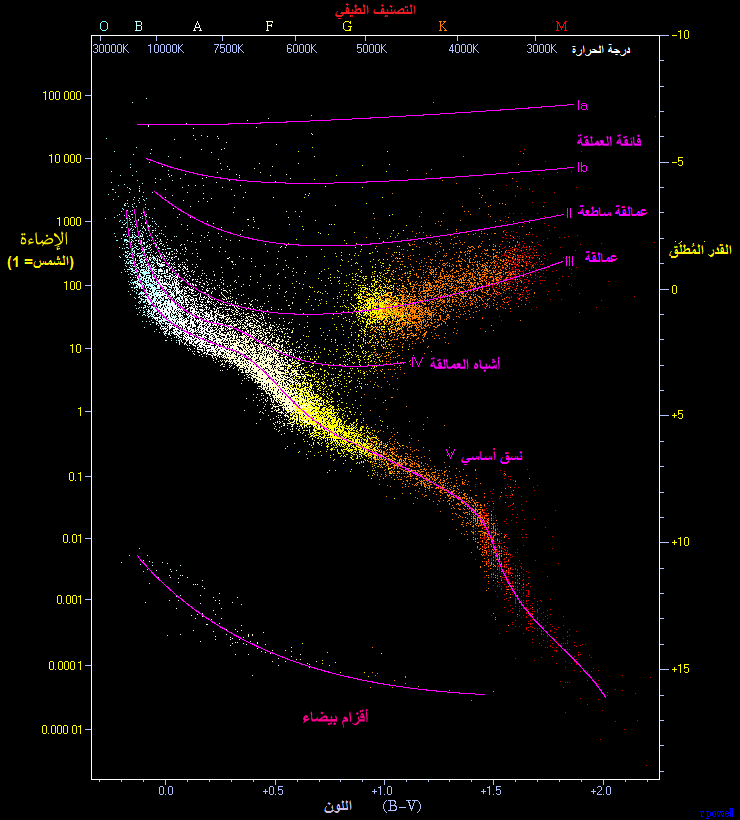
مخطط هرتسبرونغ وراسل للنجوم وتُرى في أعلى الرسم البياني منطقة النجوم المفرطة العملقة. وتقع الشمس طبقا لحجمها وقدرها المطلق 8و 4 أو إضاءتها 1 ودرجة حرارة سطحها 5780 كلفن في المنطقة الصفراء من النسق الأساسي، طيف الشمس تصنيف G2 Richard Powell.

نجم مُفْرِط العَمْلَقَة في الفلك (بالإنجليزية: Hypergiant) هو نجم عظيم الكتلة (أكبر من الشمس 150 مرة أو تزيد) من التصنيف النجمي صفر (zero)، ودرجة إضاءته أيضاً مفرطة. تتميز تلك النجوم المفرطة العملقة بفقدها من مادتها بمعدلات كبيرة وتنشرها في الفضاء.

## خواصها
لا تحوي بالضرورة النجوم المفرطة العملقة أحجامًا أكبر من العمالقة البالغة، ولكن تبلغ كتلة العملاق منها نحو 100 كتلة شمسي أو أكبر (في مخطط هرتزشبرونج-راسل: Ia و Ib ) . وتصل كتلة النجم المفرط العملقة منها الحد المسمى باسم صاحبه حد إدنجتون، وهو حد نظري لأعلى كتلة يمكن أن يصلها نجم (نحو 120 كتلة شمسية) ، والتي عندها يُنتج النجم العملاق طاقة إشعاعية مفرطة تبلغ شدتها الحد الذي تطرد فيه أجزاء من طبقاته العليا.
ويبدو من المشاهدة أن كتلة بعض النجوم المفرطة العملقة تتعدى 100 كتلة شمسية وقد تكون كتلها الابتدائية بين 200 و 250 كتلة شمسية. وتُزيد تلك الحقيقة التساؤلات عن صحة نظرية نشأة النجوم وتطورها التي كانت تنادي بكتل أقل كثيرا عن تلك الكتل لنشأة النجوم.
وتقدر إضاءة النجوم المفرطة العملقة بألف مرة إلى مليون مرة أشد إضاءة من الشمس (الإضاء هي مجمل الإشعاعات التي يصدرها النجم من جميع أطوال الموجات للأشعة الكهرومغناطيسية وليس الضوء المرئي فقط) ، مع اختلاف درجة حراره أسطحها، فهذه تبلغ بين 3500 كلفن إلى 35.000 كلفن. ولكنهم جميعا يشتركون في خاصية تغيّر تألقهم. وترجع تلك التغيرات في إضاءتهم إلى ما في باطنهم من درجات حرارة «متوسطة» وضغوط عالية.
وبمقارنة عمر مثل تلك النجوم بعمر الشمس فتبلغ أعمارها بين مليون سنة و 3 ملايين سنة فقط، بالمقارنة بالعمر الكلي للشمس الذي يقدر بنحو 10 مليارات سنة، أي أن اعمار تلك النجوم تكون قصيرة جدا. وبعدها ينفجر النجوم المفرطة العملقة منهم في هيئة مستعر أعظم أو مستعر مفرط العظمة. ومن المرجح أن النجوم المفرطة العملقة ينتهي كثقب أسود مفرط الجاذبية.

## نجوم مفرطة العملقة المعروفة

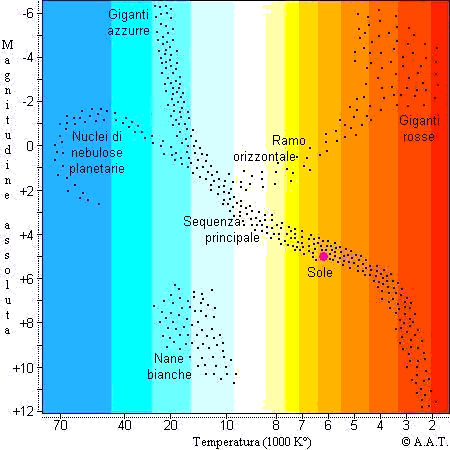
وضع الشمس (Sole) في النسق الأساسي، وتُرى النجوم المفرطة العملقة في أعلى الرسم البياني في المنطقتين الزرقاء والحمراء.

نظرا لندرة النجوم المفرطة العملقة فيصعب رؤياها. ويبدو أن للنجوم العملاقة الصفراء والحمراء منها حد أقصى من لشدة إضاءتها، فلا نجد منها ما يتعدى تألقه. الأشياء الغ
−9,5m قدر مطلق. وهذا القدر المطلق يعادل نحو 500.000 مرة أكبر من إضاءة الشمس وتفسير ذلك لم يعرف حتى الآن.

### عمالقة متغيرة زرقاء مضيئة (LBV)
من العمالقة المتغيرة الزرقاء المضيئة معروفة:
- بي الدجاجة في شمال كوكبة الدجاجة.
- إس أبو سيف (S Doradus) في مجرة ماجلان الكبرى القريبة من مجرتنا مجرة درب التبانة، ويوجد في الجزء الجنوبي من كوكبة أبو سيف. وقد عاصرنا في تلك المجرة مستعر أعظم 1987 إيه عام 1987.
- إيتا الجؤجؤ الموجود داخل سديم الجؤجؤ (NGC 3372) في جزئه الجنوبي. ويعتقد أن هذا العملاق يحوي نحو 120 - 150 كتلة شمسية وتبلغ إضاءته بين مليون أو 5 ملايين مرة أشد من الشمس.
- نجم المسدس الموجود بالقرب من مركز المجرة في كوكبة الرامي. يعتقد أن هذا النجم المفرط العملقة يحوي 150 كتلة شمسية وتبلغ إضاءته أكبر 7و1 مليون مرة من إضاءة الشمس.
- عدة نجوم في التجمع النجمي 1806-20. ويوجد هذا التجمع النجمي على الجانب البعيد عنا من المجرة، ويوجد بها النجم LBV 1806-20 الذي يبدو أنه أشد النجوم المعروفة إضاءةً، وإضاءتها أشد مليونين إلى 40 مليون مرة من إضاءة الشمس. كما أنه واحد من أكبر العمالقة مفرطة الكتلة.

### نجوم مفرطة العملقة زرقاء
- زيتا-1 العقرب وهو أشد النجوم تألقا في التجمع النجمي (العقرب أو بي 1) شديد الإضاءة أزرق اللون ويبدو أنه عملاق متغير أزرق LBV.
- إم دبليو سي 314 الموجود في كوكبة العقاب، وهو نجم مفرط العملقة مضيء.
- أتش دي 169454 في كوكبة الترس.
- الدجاجة أو بي 2-12 ويعتبره بعض الفلكيون نجمًا مفرط العملقة ومتغيرا أزرق.
- كيو بي إم 241 في التجمع النجمي كوينتوبليت في كوكبة الرامي.

### نجوم مفرطة العملقة صفراء
تشكل النجوم المفرطة العملقة الصفراء تصنيفا نادرا جدا للنجوم. وربما كانت ذات كتل أصغر بحيث لا تكفي للوصول إلى شدة إضاءة النجوم المفرطة العملقة المتغيرة الزرقاء. وهم يتطورون قرب نهاية أعمارهم ويدخلون مرحلة النجوم المفرطة العملقة بلون أصفر أو أبيض. ولا يوجد منها في مجرتنا سوى 7 نجوم مفرطة العملقة.

- رو ذات الكرسي شمال كوكبة ذات الكرسي، وهو نجم مفرط العملقة تبدو إضاءته أشد نحو 550.000 مرة من إضاءة الشمس، وهو يبعد عنا نحو 10.000 سنة ضوئية. وعلى أساس معدل نبضه حاليا فيعتبر مرشحا للانفجار قريبا كمستعر أعظم في مجرتنا.
- في 509 ذات الكرسي (HR 8752)
- في 382 الجؤجؤ
- IRC+10420 في كوكبة العقاب (كوكبة)
- بعض نجوم وسترلوند 1.

### عمالقة فائقة حمراء
- آر دبليو الملتهب
- أن إم إل الدجاجة
- في إكس الرامي
- إس حامل رأس الغول (IDS 02156+5808 A)
- في واي الكلب الأكبر ويبلغ قطره بين 1800 إلى 2100 مرة أكبر من قطر الشمس، ويعتبر أكبر النجوم المعروفة، وتبلغ إضاءته أشد من إضاءة الشمس 500.000 مرة.

### عملاق يجذب الانتباه
يبدو نجم آر136 إيه1 في سديم العنكبوت الموجود في مجرة ماجلان الكبرى (كوكبة أبو سيف) ذو كتلة هائلة فائقة فهو يحتوي حاليا على كتلة تبلغ 265 كتلة شمسية (من كامل كتلته السابقة التي تقدر بنحو 320 كتلة شمسية)، ويبلغ عمره نحو مليون سنة. وهو يشع إضاءة تبلغ 10 ملايين مرة أشد من الشمس.
وكان اعتقاد العلماء في الماضي أن كتلة أكبر من 150 كتلة شمسية لا يمكن وجودها في حالة مستقرة. ولكن النجم المفرط العملقة آر136 إيه1 هو أحد نجوم تجمع نجمي يحوي نجوما ناشئة الكتلة فائقة، وتبلغ كثافة النجوم في هذا التجمع أكثف 100.000 مرة عن كثافة المنطقة المجاورة للمجموعة الشمسية.

## الاستقرار
تزداد إضاءة النجم بزيادة كتلته وتصل تألق نجم مفرط العملقة إلى قرب حد إدنجتون الذي يحدد الإضاءة التي تنتج في حالة التوازن بين قوى الجاذبية وبين ضغط الأشعاع إلى الخارج. وهذا يعني أن فيض الأشعة المار خلال الغلاف الضوئي لنجم مفرط العملقة قد يكون بالشدة التي تقتلع معها الغلاف الضوئي السطحي. وفوق حد إدنجتون فقد يولد العملاق طاقة إشعاعية كبيرة تتسبب في ثورات على السطح تطيح بكتل من الغاز المادة، مما يعمل على حجب تالق النجم رغم زيادة إضاءته ولمدد طويلة.
ومن العمالقة المرشحين لاقتناء رياح نجمية عبر الفضاء حول النجم العملاق إيتا الجؤجؤ وهو أحد النجوم البالغة الكتلة والبالغة الإضاءة المعروفة. وتبلغ كتلة إيتا القاعدة نحو 130 كتلة شمسية وتبلغ إضاءته نحو 4 ملايين ضعف لإضاءة الشمس، ويطن بعض العلماء أن إيتا الجؤجؤ ربما تكون قد فات حد إدنجتون.
وربما كانت سلسلة ثوراتها في الأعوام 1840-1860 قد أدت إلى فقدانه من مادته في الفضاء أكثر مما كان يتوقعه العلماء.

وعلى عكس الريح النجمي الخطي - وهو نوع من الرياح يمتص ضوء النجم بأعداد كبيرة من خطوط الطيف الكثيفة - فإن الريح المستمرة المنتشرة لا يلزمها أن تحتوي على عناصر معدنية (أي ذرات أثقل من الهيدروجين والهيليوم التي يكون لها خطوط قليلة فقط في طيف الغلاف الضوئي). وهذا هام حيث أن معظم النجوم العملاقة تكون عادة فقيرة في المعدنية، ويعتقد العلماء أن تلك الرياح المستمرة المشتتة من النجم قد تحدد الحد الأقصى لكتلة نجوم الجيل الأول من النجوم مباشرة بعد الانفجار العظيم، وهي نجوم لم تكن تحتوي على عناصر معدنية على الإطلاق.
وهناك فكرة أخرى تحاول تفسير الانفجارة الضخمة للعمالقة التي تنفض معها قدرا هائلا من مادتها في الفضاء مثل إيتا الجؤجؤ وهي تتعلق بتفجيرات في باطن العملاق تعمل على نفض جزء من مادة السطح. بمعنى : رغم كون إضاءة العملاق تحت حد إدنجتون، لن يكون لديه حمل حراري كافٍ في الطبقات الداخلية، مما يؤدي إلى انعكاس الكثافة مما قد يؤدي إلى انفجار هائل.
ولكن تلك النظرية لم تدرس بعد بالقدر الكافي ولا تزال افتراضاتها تحت البحث.

## وصلات خارجية
- موقع الكون في الإنترنت.